# Córrego Chuí (Cerro Largo)
O Arroio Chuy é um curso de água uruguaio no departamento de Cerro Largo.
A sua nascente é a Coxilha Grande, sua foz é o  Rio Tacuarí.